# Kabinet-MacDonald I
Het kabinet-MacDonald I was de uitvoerende macht van de Britse overheid van 22 januari 1924 tot 3 november 1924. Het kabinet werd gevormd door de Labour Party en de Liberal Party na de verkiezingen van 1923 met Ramsay MacDonald de partijleider van de Labour Party als de eerste premier van de Labour Party. In het kabinet zaten meerdere prominenten zoals: Philip Snowden, Arthur Henderson, Sidney Webb en Jimmy Thomas, 
Het Labour-kabinet beschikte overigens niet over een duidelijke meerderheid in het Britse Lagerhuis, maar de Labour Party kreeg van de weer herenigde Liberal Party de voorkeur boven de Conservative Party van Stanley Baldwin. Hoewel veel Labour-kiezers tevreden waren over het aantreden van het eerste Labour-kabinet, raakten veel kiezers echter al snel teleurgesteld: het kabinet voerde geen spectaculaire hervormingen door en minister van Financiën, Philip Snowden, voerde een streng financieel beleid. Het kabinet kwam nog hetzelfde jaar ten val vanwege de zogenaamde "Zinovjev-brief." Het uitlekken van deze brief leidde ertoe dat de Labour Party bij de parlementsverkiezingen een smadelijke nederlaag leed.

## Samenstelling
| Ambtsbekleder                                                           | Ambtsbekleder       | Ambtsbekleder                                      | Functie                               | Ambtstermijn    | Ambtstermijn    | Partij        |
| ----------------------------------------------------------------------- | ------------------- | -------------------------------------------------- | ------------------------------------- | --------------- | --------------- | ------------- |
|                                                                         | Ramsay MacDonald    | Ramsay MacDonald (1866–1937)                       | Premier                               | 22 januari 1924 | 3 november 1924 | Labour Party  |
| Minister van Buitenlandse Zaken                                         | Ramsay MacDonald    | Ramsay MacDonald (1866–1937)                       |                                       | 22 januari 1924 | 3 november 1924 | Labour Party  |
| Leader of the House of Commons                                          | Ramsay MacDonald    | Ramsay MacDonald (1866–1937)                       |                                       | 22 januari 1924 | 3 november 1924 | Labour Party  |
|                                                                         | Philip Snowden      | Philip Snowden (1864–1937)                         | Minister van Financiën                | 22 januari 1924 | 3 november 1924 | Labour Party  |
|                                                                         | Arthur Henderson    | Arthur Henderson (1863–1935)                       | Minister van Binnenlandse Zaken       | 22 januari 1924 | 3 november 1924 | Labour Party  |
|                                                                         | Charles Cripps      | Baron Parmoor Charles Cripps (1852–1941)           | Lord President of the Council         | 22 januari 1924 | 3 november 1924 | Labour Party  |
| Leader of the House of Lords                                            | Charles Cripps      | Baron Parmoor Charles Cripps (1852–1941)           |                                       | 22 januari 1924 | 3 november 1924 | Labour Party  |
|                                                                         | John Robert Clynes  | John Robert Clynes (1869–1949)                     | Lord Privy Seal                       | 22 januari 1924 | 3 november 1924 | Labour Party  |
|                                                                         | Richard Haldane     | Burggraaf Haldane Richard Haldane (1856–1928)      | Leader of the House of Lords          | 22 januari 1924 | 3 november 1924 | Labour Party  |
| Lord Chancellor                                                         | Richard Haldane     | Burggraaf Haldane Richard Haldane (1856–1928)      |                                       | 22 januari 1924 | 3 november 1924 | Labour Party  |
|                                                                         | Stephen Walsh       | Stephen Walsh (1859–1929)                          | Minister voor Oorlog                  | 22 januari 1924 | 3 november 1924 | Labour Party  |
|                                                                         | Frederic Thesiger   | Burggraaf Chelmsford Frederic Thesiger (1868–1933) | Minister voor de Marine               | 22 januari 1924 | 3 november 1924 | Onafhankelijk |
|                                                                         | Christopher Thomson | Baron Thomson Christopher Thomson (1875–1930)      | Minister voor de Luchtmacht           | 22 januari 1924 | 3 november 1924 | Labour Party  |
|                                                                         | Sidney Webb         | Sidney Webb (1859–1947)                            | Minister van Handel                   | 22 januari 1924 | 3 november 1924 | Labour Party  |
|                                                                         | John Wheatley       | John Wheatley (1869–1930)                          | Minister van Volksgezondheid          | 22 januari 1924 | 3 november 1924 | Labour Party  |
|                                                                         |                     | Tom Shaw (1872–1938)                               | Minister van Arbeid                   | 22 januari 1924 | 3 november 1924 | Labour Party  |
|                                                                         | Charles Trevelyan   | Sir Charles Trevelyan (1870–1958)                  | Minister van Onderwijs                | 22 januari 1924 | 3 november 1924 | Labour Party  |
|                                                                         | Fred Jowett         | Fred Jowett (1864–1944)                            | Minister van Openbare Werken          | 22 januari 1924 | 3 november 1924 | Labour Party  |
|                                                                         | Noel Buxton         | Noel Buxton (1869–1948)                            | Minister van Landbouw en Visserij     | 5 juni 1929     | 5 juni 1930     | Labour Party  |
|                                                                         | Josiah Wedgwood     | Josiah Wedgwood (1872–1943)                        | Kanselier van het Hertogdom Lancaster | 22 januari 1924 | 3 november 1924 | Labour Party  |
|                                                                         | Jimmy Thomas        | Jimmy Thomas (1874–1949)                           | Minister voor Koloniale Zaken         | 22 januari 1924 | 3 november 1924 | Labour Party  |
|                                                                         | Sydney Olivier      | Sir Sydney Olivier (1859–1943)                     | Minister voor Brits-Indië             | 22 januari 1924 | 3 november 1924 | Labour Party  |
|                                                                         | William Adamson     | William Adamson (1863–1936)                        | Minister voor Schotland               | 22 januari 1924 | 3 november 1924 | Labour Party  |
|                                                                         |                     | Vernon Hartshorn (1872–1931)                       | Minister voor Posterijen              | 22 januari 1924 | 3 november 1924 | Labour Party  |
| Formeel geen leden van het kabinet, maar woonde kabinetsvergadering bij |                     |                                                    |                                       |                 |                 |               |
| Ambtsbekleder                                                           | Ambtsbekleder       | Ambtsbekleder                                      | Functie                               | Ambtstermijn    | Ambtstermijn    | Partij        |
|                                                                         | Frederick Roberts   | Frederick Roberts (1876–1941)                      | Minister voor Pensioenen              | 22 januari 1924 | 3 november 1924 | Labour Party  |
|                                                                         |                     | Harry Gosling (1861–1930)                          | Minister voor Transport               | 22 januari 1924 | 3 november 1924 | Labour Party  |
| Thesaurier-generaal                                                     |                     | Harry Gosling (1861–1930)                          |                                       | 22 januari 1924 | 3 november 1924 | Labour Party  |
|                                                                         | Patrick Hastings    | Sir Patrick Hastings (1880–1952)                   | Advocaat-generaal                     | 22 januari 1924 | 3 november 1924 | Labour Party  |

Russell I ·
Smith-Stanley I ·
Hamilton-Gordon ·
Temple I ·
Smith-Stanley II ·
Temple II ·
Russell II ·
Smith-Stanley III ·
Disraeli I ·
Gladstone I ·
Disraeli II ·
Gladstone II ·
Gascoyne-Cecil I ·
Gladstone III ·
Gascoyne-Cecil II ·
Gladstone IV ·
Primrose ·
Gascoyne-Cecil III ·
Gascoyne-Cecil IV ·
Balfour ·
Campbell-Bannerman ·
Asquith I ·
Asquith II ·
Asquith III ·
Asquith IV ·
Lloyd George I ·
Lloyd George II ·
Law ·
Baldwin I ·
MacDonald I ·
Baldwin II ·
MacDonald II ·
MacDonald III ·
MacDonald IV ·
Baldwin III ·
Chamberlain I ·
Chamberlain II ·
Churchill I ·
Churchill II ·
Attlee I ·
Attlee II ·
Churchill III ·
Eden ·
Macmillan I ·
Macmillan II ·
Douglas-Home ·
Wilson I ·
Wilson II ·
Heath ·
Wilson III ·
Callaghan ·
Thatcher I ·
Thatcher II ·
Thatcher III ·
Major I ·
Major II ·
Blair I ·
Blair II ·
Blair III ·
Brown ·
Cameron I ·
Cameron II ·
May I ·
May II ·
Johnson I ·
Johnson II ·
Truss ·
Sunak ·
Starmer